# Львувецький повіт
Львувецький повіт (пол. powiat lwówecki) — один з 26 земських повітів Нижньосілезького воєводства Польщі.
Утворений 1 січня 1999 року в результаті адміністративної реформи.

## Загальні дані
Повіт знаходиться у західній частині воєводства.
Адміністративний центр — місто Львувек-Шльонський.
Станом на 1.01.2008 населення становить 47 732 осіб, площа 709,69 км².

## Демографія
Демографічні дані повіту станом на 30.06.2005:
|       | Всього | Всього | Жінки  | Жінки | Чоловіки | Чоловіки |
| ----- | ------ | ------ | ------ | ----- | -------- | -------- |
|       | осіб   | %      | осіб   | %     | осіб     | %        |
| Повіт | 48 413 | 100    | 24 825 | 51,3  | 23 588   | 48,7     |
| Міста | 24 834 | 100    | 12 963 | 52,2  | 11 871   | 47,8     |
| Села  | 23 579 | 100    | 11 862 | 50,3  | 11 717   | 49,7     |